# 하라다 요시노부
하라다 요시노부(일본어: 原田 欽庸, 1986년 5월 17일 ~ )는 일본의 축구 선수이다.

## 구단 경력
그는 2005년부터 J리그의 미토 홀리호크, V-파렌 나가사키, 츠바이겐 가나자와에서 뛰었다.